# The Tear Garden
The Tear Garden (с англ. — «Сад слёз») — канадская музыкальная группа, чей стиль является сочетанием психоделии, электроники и индастриала. Проект был создан Эдвардом Ка-Спелом, солистом The Legendary Pink Dots, и Кевином Ки из Skinny Puppy в 1986 году.

## История
В 1987 году Ка-Спел принял участие в североамериканском туре Skinny Puppy, после чего дуэт на две недели погрузился в студийную работу. Результатом стал альбом Tired Eyes Slowly Burning.
После распада Skinny Puppy в 1995 году The Tear Garden выпустил альбом To Be an Angel Blind, The Crippled Soul Divide (1996), а через четыре года Crystal Mass (2000). Если в предыдущих альбомах проекта было заметно большое влияние музыки Skinny Puppy, и их можно смело причислить к музыке Индастриал, то новые альбомы гораздо более похожи на творчество The Legendary Pink Dots. В музыке произошло смещение в сторону традиционной песенной композиции, звук стал менее агрессивным. В записи стали использоваться живые инструменты. Показательно, что в записи To Be an Angel Blind, The Crippled Soul Divide принял участие саксофонист The Legendary Pink Dots Niels van Hoorn.
Следующий период активности проекта приходится на наши дни. В 2007 году на лейбле Subconscious они издали альбом The Secret Experiment, а в 2009 — Have A Nice Trip.

## Дискография
Студийные альбомы
- Tired Eyes Slowly Burning (1987, Nettwerk)
- The Last Man To Fly (1992, Nettwerk)
- To Be An Angel Blind, The Crippled Soul Divide (1996, Nettwerk/Subconscious)
- Crystal Mass (2000, Nettwerk/Subconscious)
- The Secret Experiment (2007, Subconscious)
- Have A Nice Trip (2009, Subconscious)